# آنتونیو پزنتی
آنتونیو پزنتی (ایتالیایی: Antonio Pesenti; ۱۷ مهٔ ۱۹۰۸ – ۱۰ ژوئن ۱۹۶۸) دوچرخه‌سوار اهل ایتالیا بود.